# Gainesville (Georgia)
Gainesville is een plaats (city) in de Amerikaanse staat Georgia, en valt bestuurlijk gezien onder Hall County.

## Demografie
Bij de volkstelling in 2000 werd het aantal inwoners vastgesteld op 25.578.
In 2006 is het aantal inwoners door het United States Census Bureau geschat op 33.340, een stijging van 7762 (30.3%).

## Geografie
Volgens het United States Census Bureau beslaat de plaats een oppervlakte van
75,3 km², waarvan 70,1 km² land en 5,2 km² water. Gainesville ligt op ongeveer 379 m boven zeeniveau.

## Partnersteden
- Eger (Hongarije)

## Plaatsen in de nabije omgeving
De onderstaande figuur toont nabijgelegen plaatsen in een straal van 20 km rond Gainesville.